# 櫻坂46 這裡是有樂町星空放送局
櫻坂46 這裡是有樂町星空放送局（櫻坂46 こちら有楽町星空放送局），簡稱「這裡星」（こち星），原名為「櫸坂46 這裡是有樂町星空放送局」，隨組合更名而更名，是日本女子偶像團體櫻坂46第一個冠名廣播節目，2016年4月2日起每星期五24:20－24:40（即星期六0:20－0:40）、2019年4月7日起每星期日23:30－24:00、2021年4月4日起每星期日23:00－23:30於日本放送播出。

## 概要
這是一個從2016年開始播出的預錄電台節目。主要主持人先後由平手友梨奈、長濱禰留、尾關梨香擔任。節目簡稱：這裡星（こち星）由第一代主持人平手友梨奈命名。每一集都會邀請榉坂46/櫻坂46中的不同成員作為來賓參與節目。

## 環節
Judge！ Silent Majority。
以櫸坂46時期第1張單曲命名的環節。收集聽眾的主張，在此環節中2位主持人會讀出來信並評定聽眾主張的行為屬於多數派還是少數派。
這裡是，"這裡星"調查一課！
主持人在這個環節中會讀出聽眾寄來有關成員的新聞或博客上內容的爆料，並且進行驗證，確認該爆料內容的真偽。
星來信介紹
星來信為此節目中對一般來信的稱呼，在此環節中2位主持人會讀出來信並作出回應。

## 出演者
- 歷任主要主持人
  - 第一任主要主持人：平手友梨奈、2016年4月2日～2017年11月11日
  - 第二任主要主持人：長濱禰留、2017年12月9日～
- 曾臨時擔任主要主持人者：織田奈那、尾關梨香、渡辺梨加、守屋茜、長澤菜菜香、井口眞緒、影山優佳、佐々木久美、石森虹花、齋藤冬優花、尾関梨香、原田葵
- 其他出演者：	見播出日程

## 播出時間
| 播出期間        | 播出日時           | 放送局    | 對象地域   | 備註     |
| --------------- | ------------------ | --------- | ---------- | -------- |
| 2016年4月2日 -  | 週六 0:20 - 0:40   | 日本放送  | 關東廣域圏 | 制作局   |
| 2016年10月1日 - | 週六 22:40 - 23:00 | Radio福島 | 福島縣     | 延遲七天 |
| 2017年4月3日 -  | 周一 20:30 - 20:50 | 新潟放送  | 新潟縣     |          |
| 2017年4月8日 -  | 週六 21:30 - 21:50 | 秋田放送  | 秋田縣     |          |

## 過去的播出時間
| 播出時間                      | 播出日時           | 放送局   | 對象地域 | 備註     |
| ----------------------------- | ------------------ | -------- | -------- | -------- |
| 2016年9月26日 - 2017年3月27日 | 週一 21:35 - 21:55 | 茨城放送 | 茨城縣   | 延遲兩天 |
| 2016年9月30日 - 2017年3月31日 | 週五 21:25 - 21:45 | 山形放送 | 山形縣   | 延遲六天 |

## 贊助商
三ヶ日町農業協同組合(2016年12月3日~2017年2月25日)

## 外部連結
- 官方網站 - 日本放送
- 節目公式Twitter的X（前Twitter）

| 日本放送 週六0:20 - 0:40  | 日本放送 週六0:20 - 0:40                      | 日本放送 週六0:20 - 0:40 |
| ------------------------- | --------------------------------------------- | ------------------------ |
|                           | 櫻坂46 這裡是有樂町星空放送局 （2016.4.6 - ） |                          |
| Fairies的Fly to the World | —                                             |                          |